# Jacaranda ulei
Jacaranda ulei  é uma árvore nativa da região do Cerrado do Brasil com flores arroxeadas. Foi descrita pela primeira vez por Édouard Bureau e Karl Moritz Schumann em 1897 e pertence à família das Bignoniaceae.
A Jacaranda ulei é uma pequena árvore, que cresce entre 0,6 até 1,5 metro de altura. As folhas têm de 6 a 10 cm de comprimento e bipinadas, tendo entre 8 e 12 pinas e 6 a 16 folíolos. Os folíolos são de 15 a 20 cm de comprimento, 3 a 5 cm de largura e forma "estreitamente oblonga". As flores são de cor púrpura profunda e dispostas em forma de panícula ramificada. Eles têm 5 a 10 mm de comprimento e 4 a 7 mm de largura com 5 denteados rasos. A fruta é lenhosa e de forma "redonda a elíptica", crescendo 3,5 a 5,5 cm de comprimento e 3 a 4 cm de largura.

## Usos
As raízes da planta são usadas como remédio popular tradicional para tratar infecções do trato urinário, amebíase, dores nas costas, reumatismo e doenças de pele.

## Taxonomia
A espécie foi descrita em 1897 por Édouard Bureau e Karl Moritz Schumann. Os seguintes sinônimos já foram catalogados:
- Jacaranda bahiensis  Vattimo
- Jacaranda crystallana  Bureau & K.Schum.
- Jacaranda morii  A.H.Gentry

## Forma de vida
É uma espécie terrícola e arbustiva.

## Descrição
| Caule                        | Caule                                                              |
| ---------------------------- | ------------------------------------------------------------------ |
| ramo                         | cilíndrico                                                         |
| lenticela                    | presente                                                           |
| Folha                        |                                                                    |
| composta                     | bipinada                                                           |
| inserção na raque ou ráquila | séssil                                                             |
| margem                       | inteira                                                            |
| tricoma                      | pilosa/densamente pilosa na abaxial                                |
| Inflorescência               |                                                                    |
| posição                      | terminal                                                           |
| tirso                        | ramiflora                                                          |
| Flor                         |                                                                    |
| cálice                       | cupulado/5 dentado                                                 |
| corola tubular               | campanulada                                                        |
| cor                          | roxa                                                               |
| antera glabra                | diteca                                                             |
| estaminódio                  | alongado excedendo em tamanho a antera/glandular no terço superior |
| ovário                       | ovado/achatado                                                     |
| disco nectarífero            | pulviniforme                                                       |
| Fruto                        |                                                                    |
| cápsula loculicida           | lenhosa                                                            |
| valva na deiscência          | não ondulada                                                       |
| Semente                      |                                                                    |
| achatada                     | fina/membranácea                                                   |
| ala                          | hialina                                                            |

## Distribuição
A espécie é encontrada nos estados brasileiros de Bahia, Distrito Federal, Goiás, Minas Gerais e Mato Grosso. 
Em termos ecológicos, é encontrada no domínio fitogeográfico de Cerrado, em regiões com vegetação de cerrado.